# Вили Штоф
Вили Штоф (Берлин, 9. јул 1914 — Берлин, 13. април 1999) био је источнонемачки политичар, председник (1973—1976) и премијер Источне Немачке (1964—1973 и 1976—1989).

## Биографија
Рођен је 1914. године у Берлину. Отац му је погинуо у Првом светском рату наредне године. Штоф се 1928. придружио Комунистичком омладинском савезу Немачке, а 1931. је постао члан Комунистичке партије Немачке. Према директиви КП Немачке, служио је у Вермахту 1935-1937. и поново 1940-1945. године. За своју службу је био одликован Гвозденим крстом 2. реда.
Након формирања Немачке Демократске Репубчике 1949, Штоф је постао члан Централног комитета Јединствене социјалистичке партије Немачке и члан Народне скупштине од 1950. године.
Био је министар унутрашњих послова од 9. маја 1952. до 1. јула 1955. и министар одбране од 18. јануара 1956. до 14. јула 1960. године. Као првом министру одбране Источне Немачке био му је додељен чин генерала армије.
Био је председник Већа министара НДР (еквивалент премијеру) од 1964. до 1973. године. Након смрти Валтера Улбрихта 1973, Штоф га је наследио на месту председника Државног савета НДР (еквивалент председнику). Након избора и реорганизације владе 1976. Штоф је поново постао председник Већа министара НДР.
Као премијер, Вили Штоф је 1970. године започео серију преговора са западнонемачким канцеларом Вилијем Брантом (Остполитик). Ово је био први сусрет уопште између вођа Западне и Источне Немачке.
Након пада Ериха Хонекера у октобру 1989. године, Штоф и остала 44 члана његовог кабинета дали су оставку 7. новембра под све већим притиском јавности. Наредног дана, Централни комитет СЕД поставио је Ханса Морова за новог премијера Источне Немачке. Штоф је напослетку био ухапшен у децембру 1989. због оптужби за корупцију. Ипак је био поштеђен служења робије из здравствених разлога.
Умро је 1999. године у Берлину у 84. години живота. Сахрањен је на гробљу Вилдау.